# پانشا اسپرینگز (کلرادو)
پانشا اسپرینگز (به انگلیسی: Poncha Springs) شهری در ایالت کلرادو کشور ایالات متحده آمریکا است که جمعیت آن در سرشماری سال ۲۰۱۰ میلادی، ۷۳۷ نفر بوده‌است.